# برسوم أبجر
برسوم أبجر (بالسويدية: Abgar Barsom) مواليد 4 سبتمبر 1977 في أوربرو، هو لاعب كرة قدم سويدي سابق كان يلعب كلاعب وسط.

## المسيرة الاحترافية

### أندية لعب لها
- نادي يورغوردينس
- هيرينفين
- نادي أوربرو الرياضي
- نادي سيريانسكا

## وصلات خارجية
- برسوم أبجر على موقع IMDb (الإنجليزية)
- برسوم أبجر على موقع اتحاد السويد (السويدية)
- برسوم أبجر على موقع قاعدة بيانات كرة القدم.إي يو (الإنجليزية)
- برسوم أبجر على موقع عالم كرة القدم.نت (الإنجليزية)

- الموقع الرسمي